# La Nuit des oliviers
La Nuit des oliviers, zu deutsch „Die Nacht der Ölbäume“ ist ein Theaterstück des französischen Schriftstellers Éric-Emmanuel Schmitt. Es ist eine Dramatisierung des ersten Teils seines Romans Das Evangelium nach Pilatus aus dem Jahr 2000.
Das Stück ist ein Monolog für einen einzigen Schauspieler in der Rolle Jesu von Nazareth. In der Nacht vor seiner Verhaftung (auf dem Ölberg) ist dieser voll Angst und Zweifel, blickt auf sein Leben zurück und warum es so weit gekommen ist. Er hinterfragt sich als Christus und Messias, erzählt Begebenheiten und Geschichten sehr emotional aus seiner Sicht und äußert dabei seine Gefühle wie Enttäuschung, Liebe, Zorn und Missverständnisse.